# Hashiloah

Hashiloah (השלוח) est un journal en langue hébraïque qui servit de support aux idées et aux créations littéraires sionistes. Il fut fondé en 1896 par Ahad HaAm qui le dirige jusqu'en 1902. Lui succèdent Haïm Bialik et Yossef Klauzner. Hashiloah met un terme à ses éditions en 1927, année de la disparition de son fondateur.